# Heurne (Oudenaarde)
Heurne is een dorp in de Belgische provincie Oost-Vlaanderen en een deelgemeente van Oudenaarde. Het dorp ligt langs de Schelde in de Vlaamse Ardennen, het was een zelfstandige gemeente tot aan de gemeentelijke herindeling van 1971. Heurne situeert zich in het noorden van Oudenaarde, richting Zingem.

## Geschiedenis
De vroegste vermelding van Heurne is van 989, als Hornjou, heuvel. Het dorp ligt daadwerkelijk op een heuvel aan de linkeroever van de Schelde en was historisch verbonden met Eine, tegenwoordig eveneens onderdeel van Oudenaarde. Nederzettingen bevonden zich hier naar alle waarschijnlijkheid reeds in de Karolingische tijd. Heurne, vermoedelijk bedoeld als fort tegen de Vikingen, groeide samen met Eine tot een heerlijkheid uit en herbergde tevens de afzonderlijke heerlijkheid Axelwalle, die banden had met Heestert in Zwevegem. Tegenwoordig herinnert nog een straatnaam aan deze heerlijkheid; het 15de-eeuwse oorspronkelijke kasteel Axelwalle is in 1978 gereconstrueerd.
De Slag bij Oudenaarde (1708) vond gedeeltelijk op het grondgebied van Heurne plaats.
Heurne is sinds de late middeleeuwen afhankelijk van vlas geweest; het had veel te lijden onder de economische perikelen van de 19de eeuw. In 1861 werd de spoorlijn van Gent naar Oudenaarde geopend, waardoor de economie enigszins opbloeide. Heden ten dage is het een landelijk dorpje aan de rand van Oudenaarde.

## Demografische ontwikkeling
- Bronnen:NIS, Opm:1831 tot en met 1961=volkstellingen

## Bezienswaardigheden
In de dorpskern staat de neogotische Sint-Amanduskerk, die in haar huidige vorm pas uit 1922 dateert; de oorspronkelijke laat-18de-eeuwse kerk werd in 1918 bij de Slag aan de Schelde immers vernield.  De kerk bevat een orgel van Daem van ca. 1930 dat in 1970 en 1978 werd getransformeerd door Delmotte.

## Natuur en landschap
Heurne ligt aan de Schelde op een hoogte van ongeveer 12 meter. Het hoogste punt is 29 meter. Met lintbebouwing is Heurne vastgebouwd aan Eine en Oudenaarde. Aan de oevers van de Schelde vindt men het natuurgebied Heurnemeersen, beheerd door Natuurpunt.

## Bekende inwoners
Henricus Lamiroy, bisschop van Brugge van 1932 tot 1952, was afkomstig van Heurne.

## Nabijgelegen kernen
Eine, Mullem, Zingem